# Norbergs malmfält

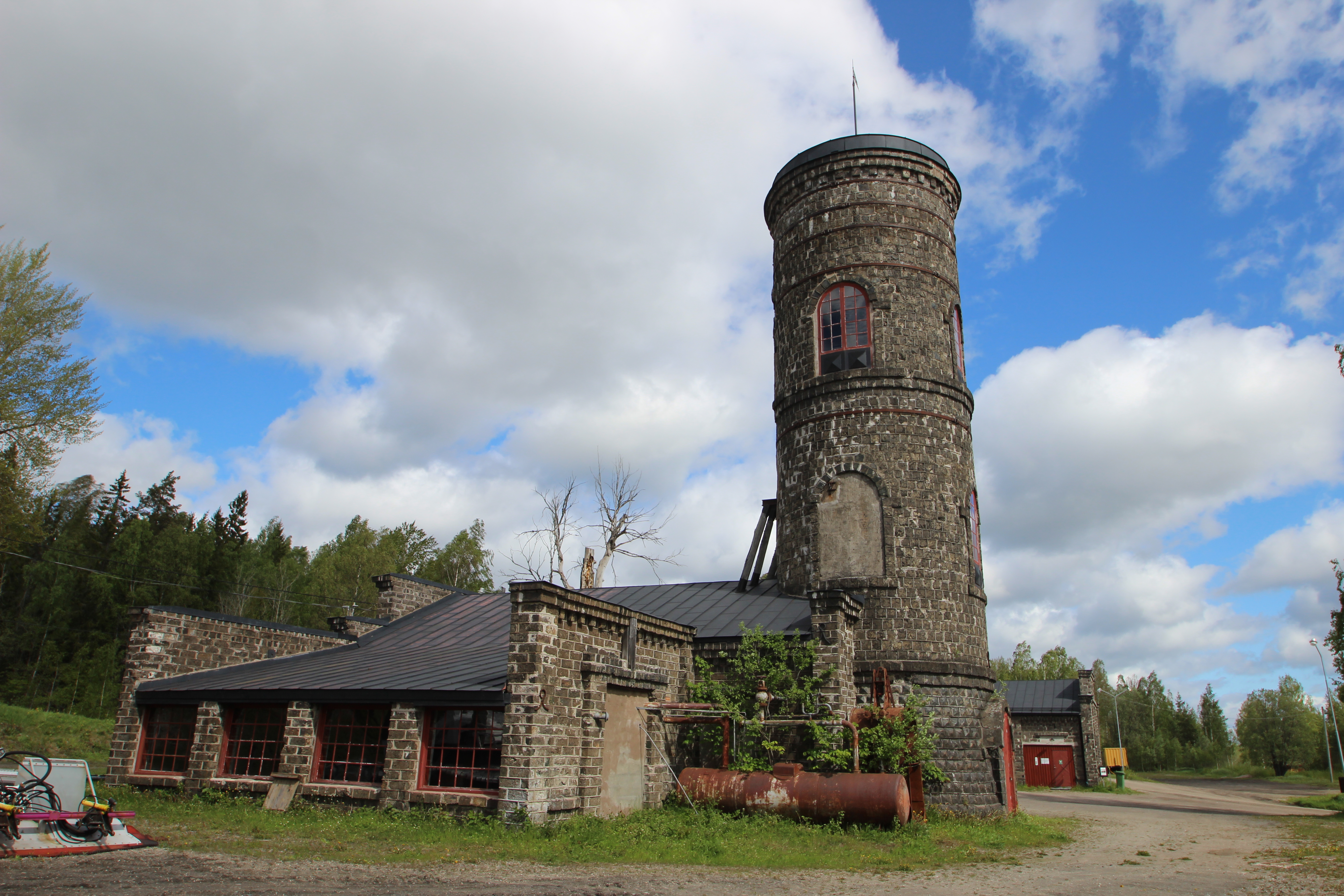
Klackberg, Gröndalsgruvans lave.

Norbergs malmfält är ett malmfält beläget huvudsakligen i Norbergs kommun.
Malmfältet omfattar ett flertal järnmalmsfyndigheter bläget i ett nordöstligt-sydvästligt stråk av leptit med inlagringar av kalksten, grön skarn och glimmerskiffer. Järnmalmerna utgörs dels av kvartsiga blodstensmalmer (torrstensmalmer) som förekommer i Norbergs- och Risbergsgruvorna och andra gruvor med en järnhalt på 48-50 %, av skarnmalmer som förekommer i Kallmora-Röbergs och Getbacksgruvorna med en järnhalt på 49-60 % samt mangan och karbonatrika malmer i Klackbergs och Kolningsbergsgruvorna med en järnhalt på 44-54 %.
Malmfältet utgör en del av Gamla Norbergs bergslag och bröts redan under medeltiden, men rationell brytning i stor skala inleddes på 1870-talet.